# 6528 Boden
A 6528 Boden (ideiglenes jelöléssel 1993 FL24) a Naprendszer kisbolygóövében található aszteroida. A UESAC fedezte fel 1993. március 21-én.